# Повітряні сили Словаччини (1939—1945)
Словацькі повітряні сили (словац. Slovenské vzdušné zbrane) — назва ВПС Першої Словацької республіки.

## ІсторІя
Виникли після розділу Чехословаччини. У березні 1939 року брали участь у швидкоплинному конфлікті з Угорщиною, де втратили 10 літаків. Першим збитим літаком був угорський Fiat CR.32, який збив 24 березня 1939 Франтішек Гановец. У вересні 1939 року брали участь у Польській кампанії на стороні вермахту. З липня 1941 року Словацькі повітряні сили брали участь у війні з СРСР. 29 липня 1941 відкрили рахунок, збивши на біплані Avia B-534 літак І-16 в районі Києва. Останній збитий літак Ла-5 збив 27 жовтня 1943 Франтішек Гановец в районі Керчі. Після цього словацькі ескадрильї були перекинуті назад до Словаччини де обороняли територію перед нальотами американських і англійських бомбардувальників. Після початку Словацького народного повстання значне число льотчиків перелетіло до партизанів і пізніше брали участь в боях з німецькою авіацією (до 18 жовтня 1944 року, коли Франтішек Гановец збив німецький Ju-88).

## Список асів Словацьких повітряних сил
| Ім'я               | Підтверджені події | Непідтверджені |
| ------------------ | ------------------ | -------------- |
| Ян Режняк          | 32                 | 5 (?)          |
| Ізідор Коварик     | 28                 | 1 (?)          |
| Ян Гертхофер       | 26                 |                |
| Франтішек Циприх   | 15                 | 3 (?)          |
| Франтішек Брезина  | 14                 |                |
| Антон Матушек      | 12                 |                |
| Йозеф Штаудер      | 12                 |                |
| Павол Зеленяк      | 12                 |                |
| Рудольф Божик      | 12                 | 1 (?)          |
| Владимир Кришко    | 9                  | 1 (?)          |
| Александр Герич    | 9                  |                |
| Йозеф Янкович      | 7                  | 2 (?)          |
| Франтішек Гановец  | 6                  | 2 (?)          |
| Рудольф Палатицкий | 6                  | 1 (?)          |
| Штефан Мартиш      | 5                  | 1 (?)          |
| Юрай Пушкар        | 5                  |                |
| Штефан Оцвирк      | 5                  |                |

## Літаки Словацьких повітряних сил
- Aero A.100
- Aero Ab-101
- Aero A.300
- Aero A.304
- Aero AP-32

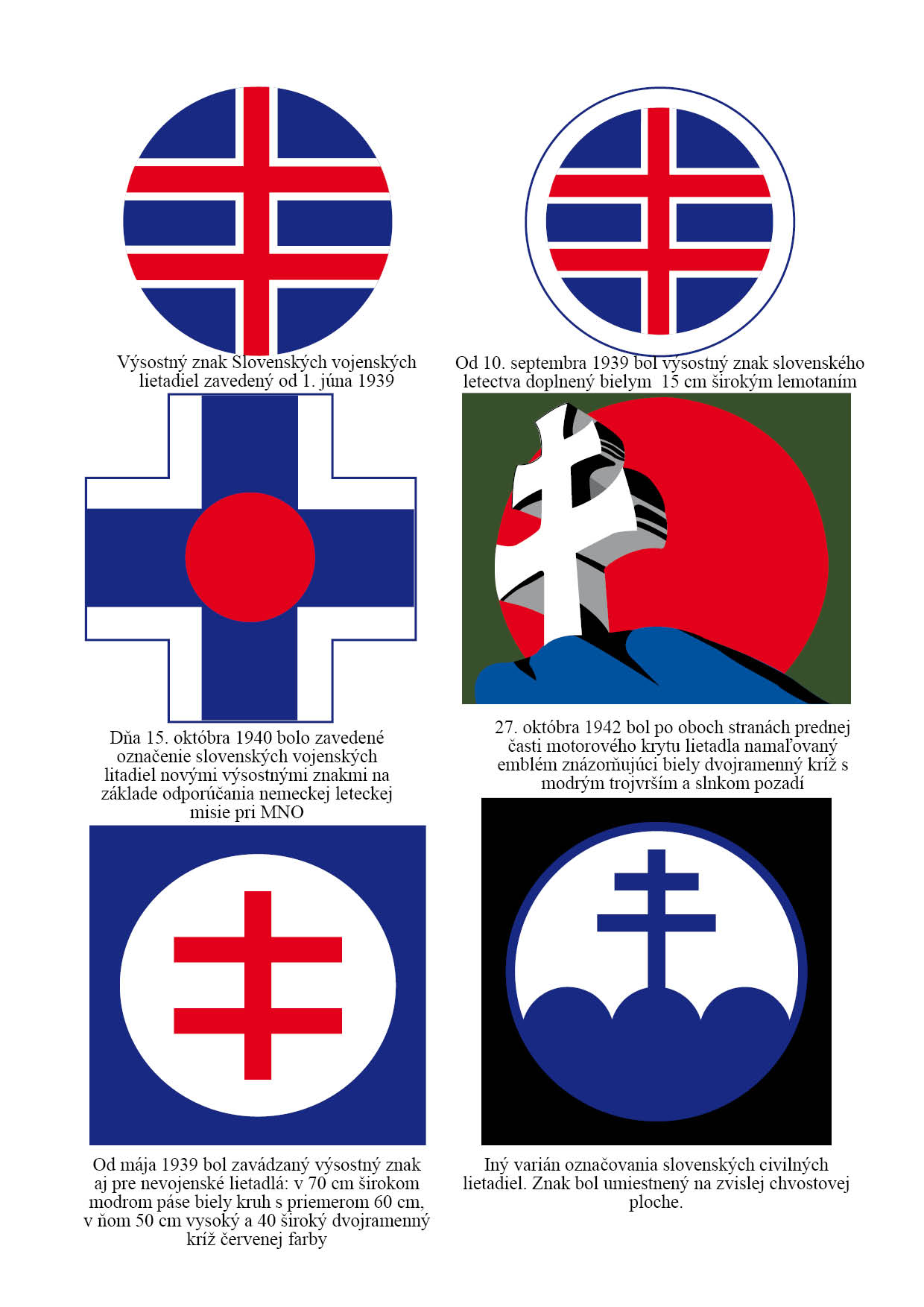
Розпізнавальні знаки ВВС Словаччини в 1939-45 рр.

- Arado Ar 96B-5: 1 Ar.96a и 3 Ar.96b;
- Avia B.122
- Avia BH-33E
- Avia B-71 (на єдиному наявному літаку цього типу 18 квітня 1943 року чатник Антон Ванко та 4 інших члена екіпажу втікли до Туреччини[1])
- Avia B-534
- Avro 626
- Beneš-Mráz Be-50 Beta-Minor
- Bücker Bü 131B Jungmann
- Bücker Bü 133 Jungmeister
- Bücker Bü 181D Bestmann
- Caudron C.445 Goeland: 12 літаків;
- Fieseler Fi 156 Storch
- Focke-Wulf Fw 44C Stieglitz
- Focke-Wulf Fw 58C Weihe
- Focke-Wulf Fw 189 Uhu
- Gotha Go 145C
- Heinkel He 72B-1 Kadett
- Heinkel He 111
- Junkers W 34h
- Junkers Ju 52/3m g7e
- Junkers Ju 87D-3
- Klemm Kl 35D
- Letov Š-231
- Letov Š-328
- Messerschmitt Bf 109E-7
- Messerschmitt Bf 109G-6
- Praga E-39: 10 літаків;
- Praga A/B-32 Pardubitz
- Praga E-51
- Praga E-210
- Praga E-240
- Savoia-Marchetti SM.84 — в 1942-43 рр. 10 літаків SM.84bis були передані Італією Словацьким повітряним силам.
- Siebel Fh 104 Hallore
- Siebel Si 204A
- Zlín Z-XV
- Zlín Z-XII

### Початковий склад на 14 березня 1939 року[2]
- Aero A.11 (5)
- Aero A.25 (1)
- Aero A.32 (5)
- Aero Apb.32 (1)
- Aero A.35 (1)
- Aero A.100 (16)
- Aero Ab.101 (2)
- Aero A.134 (1)
- Aero A.211 (3)
- Aero A.230 (3)
- Aero A.330 (4)
- Aero MB.200 (1)
- Avia Bš.21 (1)
- Avia Ba.33 (4)
- Avia B.34 (3)
- Avia B.122 (2)
- Avia Ba.122 (4)
- Avia Bš.122 (9)
- Avia B-534 (66)
- Avia Bk.534 (15)
- Avia F.VIIb (1)
- Avia B.71 (1)
- Beneš-Mráz Be.50 (2)
- Beneš-Mráz Be.60 (3)
- Beneš-Mráz Be.150 (2)
- Beneš-Mráz Be.555 (1)
- Dewoitine D.1 (4)
- Letov Š.16 (10)
- Letov Š.128 (5)
- Letov Š.218 (10)
- Letov Š.239 (5)
- Letov Š.328 (101)
- Letov Š.616 (6)
- Praga E.39 (34)
- Praga E.41 (3)
- Praga E.114 (5)
- Praga E.241 (14)
- Tatra T.131 (1)
- Zlín Z.XII (3)

## Командувачі
| Період                | Ім'я           |
| 1.10.1940 - 4.11.1940 | Юліус Смутни   |
| 4.11.1940 - 1.5.1942  | Антон Пуланіх  |
| 1.5.1942 - 1.1.1944   | Штефан Юрех    |
| 1.1.1944 - 21.8.1944  | Алойз Баллай   |
| 21.8.1944 - 15.9.1944 | Ондрей Херблай |